# Sontheim, Unterallgäu
Sontheim là một đô thị ở huyện Unterallgäu bang Bayern, Đức.